# Стайкович, Никола
Никола «Ники» Стайкович (нем. Nikola Niki Stajković; 1 марта 1959, Вена, Австрия — 17 февраля 2017, Халлайн, Австрия) — австрийский прыгун в воду сербского происхождения, серебряный (1987) и бронзовый (1981) призёр чемпионатов Европы. Стал первым прыгуном, участвовавшим в Олимпийских играх на протяжении 20 лет, и до 2016 г. оставался одним из семи прыгунов в воду, участвовавших в пяти из них.

## Спортивная биография
Как прыгун в воду был успешным спортсменом-универсалом. Становлению его карьеры особенно способствовал его отец Владо, который начал с ним регулярные занятия с трёхлетнего возраста. В пятилетнем возрасте он впервые спрыгнул с десятиметровой вышки. Также имел хорошие результаты в плавании и лыжном спорте. В десятилетнем возрасте на чемпионате Австрии он сначала выиграл прыжок с вышки, а затем — заплыв на 50 м баттерфляем.
Дважды побеждал на юниорских первенствах мира в той же дисциплине (1971 и 1973). Впервые принял участие в летних Олимпийских играх в 13-летнем возрасте — в Мюнхене (1972), занял 18-е место в прыжке с вышки. После окончания средней школы в Зальцбурге в 1977 г. переехал для продолжения тренировок и дальнейшего обучения в Соединенные Штаты. Представлял спортивные клубы Спортивный союз «Зальцбург» и Indiana Hoosiers, Блумингтон (США).
На чемпионате Европы по водным видам спорта в югославском Сплите (1981) выиграл бронзовую медаль на трёхметровом трамплине, а на аналогичных соревнованиях в Страсбурге (1987) стал серебряным призёром. На летних Олимпийских играх в Москве (1980) занял восьмое место на вышке и двенадцатое — на трехметровом трамплине. Также принимал участие в последующих Олимпиадах — в Сеуле (1988) и в Барселоне (1992).
Успешно выступал на Кубке мира: в 1979 г. стал третьим на вышке, а в 1983 г. выиграл серебро на трехметровом трамплине.
По завершении спортивной карьеры открыл для себя сёрфинг на Гавайях, где также арендовал дом для отдыха. В последние годы являлся спортивным лидером Red Bull Cliff Diving Tour. Входил в состав комитета по хай-дайвингу Международной федерации плавания (FINA).
Скоропостижно скончался во время плавания в бассейне.